# 5月5日
5月5日是阳历年的第125天（闰年是126天），离一年的结束还有240天。

## 大事记

### 19世紀以前
- 1260年：担任可汗的兄长蒙哥逝世后，忽必烈在旭烈兀和封地属臣支持下自立为蒙古帝国皇帝。
- 1640年：英国国王查理一世解散议会（短期國會）。
- 1672年：蒂雷納子爵指揮的法軍主力部隊開始入侵荷蘭，宣告荷蘭黃金時代的結束。
- 1789年：法國巴黎凡爾賽宮召開法國三級會議討論財政危機的應對，最終導致法國大革命的爆發。

### 19世紀
- 1835年：歐洲大陸上的第一条铁路在比利时开通，从布鲁塞尔至梅赫伦。
- 1862年：墨西哥軍隊在普埃布拉城擊敗法蘭西第二帝國裝備良好數量佔優勢的佔領軍。雖非墨西哥的國定假日，至今在美国等地當作墨西哥的民族節慶日（五月五日節，Cinco de Mayo），就是西班牙语5月5日的意思。
- 1864年：南北战争：聯邦中將尤利西斯·格蘭特在維吉尼亞州的陸路戰役（英语：Overland Campaign）以斯波特夕法尼亞縣莽原之役的無結果而開始。
- 1891年：由慈善家安德魯·卡內基建造的紐約卡內基音樂廳在彼得·柴可夫斯基的指揮下正式開幕。

### 20世紀
- 1904年：波士頓美國人投手賽·揚對上費城運動家時，投出現代職業棒球史上第一場完全比賽。
- 1905年：高麗大學成立。
- 1907年：台灣原住民泰雅族為捍衛土地及民族，發起抗日的枕頭山戰役。
- 1921年：孫文在广州宣誓就任中华民国非常大总统。
- 1922年：中国社会主义青年团第一次全国代表大会在广州召开，宣布中国社会主义青年团成立。
- 1932年：中日签订《淞沪停战协定》。
- 1936年：中華民国國民政府頒布「中華民國憲法草案」（五五憲草）。
- 1936年：意大利军队成功攻占埃塞俄比亚首都阿迪斯阿贝巴，第二次意大利埃塞俄比亚战争结束。
- 1940年：挪威流亡政府在伦敦成立。
- 1944年：印度民族領袖甘地從獄中獲釋。
- 1945年：伊特尔堡之战，二战中美军唯一一次与德国国防军并肩作战。
- 1949年：英国、法国等10个欧洲国家在伦敦签订《欧洲委员会法规》，成立欧洲统合机构欧洲委员会。
- 1950年：泰国国王普密蓬·阿杜德举行加冕典礼，成为却克里王朝第九位君主。
- 1961年：美国太空人艾伦·谢泼德搭乘水星-红石3号进入次轨道飞行，成为第二位进入外太空的太空人。
- 1963年：厄瓜多尔教堂倒塌慘劇。
- 1967年：香港九龍新蒲崗香港人造花廠工潮惡化，成為爆發「六七暴動」的導火線。
- 1978年：位於香港新界連接荃灣至屯門的屯門公路（第一期）通車。
- 1980年：英國特种空勤团在被伊朗阿拉伯分離主義者（英语：Democratic Revolutionary Front for the Liberation of Arabistan）包圍六天後，奪回伊朗駐英國大使館。
- 1981年：愛爾蘭共和主義者波比·山德士經過66天的絕食抗議後，在梅茲皇家監獄逝世。
- 1983年：中国民航296号航班劫机事件。
- 1992年：由第1屆美國國會提出的美國憲法第二十七修正案，在經過202年後正式獲得批准。
- 1992年：《巴塞爾公約》生效。

### 21世紀
- 2007年：肯雅航空507號班機在喀麥隆杜阿拉國際機場起飛不久之後墜毀，114人罹難。
- 2013年：2013年馬來西亞第十三屆全國大選，執政联盟國陣再度執政馬來西亞，但是席位比上屆大選少，反對黨聯盟民聯的席位则有所增加，而纳吉·阿都拉萨也继任马来西亚首相一职。
- 2019年：俄羅斯航空1492號班機起飛後不久起火，緊急折返莫斯科謝列梅捷沃國際機場緊急著陸。客機在停機坪冒出大量濃煙，機上78人中41死亡，只有37人生還。[1]
- 2023年：世界衛生組織宣布嚴重特殊傳染性肺炎疫情不再構成國際關注的突發公共衛生事件。

## 出生
- 937年： 李煜，五代十國南唐最後一位君主、作詞家，有「千古詞帝」之稱（978年逝世）
- 1210年：阿方索三世，葡萄牙国王（1279年逝世）
- 1560年：後藤基次，日本安土桃山時代至江戶時代武士（1615年逝世）
- 1813年：索倫·奧貝·克爾凱郭爾，丹麥神學家、哲學家、作家（1855年逝世）
- 1818年：卡尔·马克思，德国政治家，哲学家（1883年逝世）
- 1826年：歐珍妮·德·蒙提荷，法兰西帝国皇后（1920年逝世）
- 1833年：費迪南·馮·李希霍芬，德国地理学家（1905年逝世）
- 1834年：威廉·蘇爾皮·庫爾茨，德國植物學家（1878年逝世）
- 1835年：土方歲三，日本幕末新選組副長（1869年逝世）
- 1846年：亨利克·顯克微支，波蘭作家，1905年諾貝爾文學獎得主（1916年逝世）
- 1864年：娜麗·布萊，美國记者（1922年逝世）
- 1866年：埃德加·拉文斯伍德·韋特，澳大利亞動物學家、魚類學家、兩棲爬蟲動物學家、鳥類學家（1928年逝世）
- 1869年：汉斯·普菲茨纳，德國作曲家（1949年逝世）
- 1873年：里昂·佐克茲，美國無政府主義者，刺殺美國總統威廉·麥金萊的兇手（1901年逝世）
- 1893年：黃媽典，臺灣醫生、企業家、政治人物，二二八事件受難者（1947年逝世）
- 1895年：史特凡·伯格曼，波蘭裔美國數學家（1977年逝世）
- 1900年：漢斯·施密特-伊瑟施泰特，德國指揮家、作曲家（1973年逝世）
- 1904年：阿爾斯通·斯科特·豪斯霍爾德，美國數學家（1993年逝世）
- 1909年：中島敦，日本小說家（1942年逝世）
- 1916年：吉亞尼·宰爾·辛格，印度政治人物，第7任印度總統（1994年逝世）
- 1918年：陳蕾士，馬來西亞古箏演奏家、中國傳統音樂學者、詩人、書法家（2010年逝世）
- 1919年：乔治斯·帕帕佐普洛斯，希腊政治人物（1999年逝世）
- 1921年：阿瑟·肖洛，美国物理学家（1999年逝世）
- 1925年：里奧·瑞恩，美國眾議院議員，在調查瓊斯鎮時被人民聖殿教的教徒所殺，成為美國第一個因公殉職的眾議員（1978年逝世）
- 1927年：林迪·德拉潘哈，牙買加職業足球運動員、體育記者（2017年逝世）
- 1927年：帕特·卡羅爾，美國女演員（2022年逝世）
- 1928年：瓦連京·米哈伊洛維奇·西多羅夫，俄羅斯畫家（2021年逝世）
- 1930年：王俠，台灣演員（2016年逝世）
- 1931年：孔彬，中國男演員
- 1937年：陳德良，越南政治人物，第3任越南社會主義共和國主席（2025年逝世）
- 1940年：兰斯·亨利克森，美國男演員、藝術家
- 1945年：李天命，香港思想家
- 1953年：王俠軍，台灣導演、演員、藝術家
- 1957年：理查·E·格蘭特，英國男演員、編劇、導演
- 1959年：史蒂夫·史蒂文斯，美國吉他手
- 1960年：小野寺五典，日本政治人物，曾任防衛大臣與眾議院議員
- 1962年：和田薰，日本作曲家
- 1964年：桂民海，中國學者、作家、出版界人士
- 1964年：高山南，日本女性聲優
- 1967年：施一公，中國結構生物學家
- 1967年：子安武人，日本男性聲優
- 1969年：安·海契，美國女演員、導演、編劇（2022年逝世）
- 1969年：周冰倩，中國女歌手
- 1971年：田畑端，日本遊戲製作人
- 1972年：魯文傑，香港演員
- 1972年：吳美珩，香港藝人
- 1976年：胡安·巴勃罗·索林，阿根廷足球運動員
- 1977年：崔江姬，韓國女演員
- 1977年：瑪麗安·米爾札哈尼，伊朗數學家（2017年逝世）
- 1977年：馬里奧·布卡羅，瓜地馬拉外交官，現任瓜地馬拉外交部長
- 1978年：林燕玲，香港女主播
- 1978年：神崎廣，日本動畫師、插圖畫家、作曲家、DJ
- 1980年：王傳一，台灣演員
- 1980年：雷特·瑞斯，美國編劇、製片人
- 1980年：约西·贝纳永，以色列足球運動員
- 1981年：李威廉，香港足球運動員
- 1981年：克雷格·大衛，英國男歌手
- 1982年：曾莞婷，台灣演員
- 1983年：亨利·卡維爾，英國男演員
- 1983年：埃米娜·扎帕羅娃，烏克蘭記者、編輯、電視節目主持人、政治人物
- 1984年：王振鵬，香港足球運動員
- 1985年：中川翔子，日本女星、聲優
- 1985年：徐正溪，中國男演員
- 1986年：王君馨，香港藝人
- 1986年：姚懿珊，新加坡女演員、歌手
- 1986年：帕夫洛·科里蘭科，烏克蘭檢察官、政治人物
- 1987年：劉明峰，台灣藝人
- 1987年：莫允雯，台灣女演員
- 1987年：王岳豐，台灣男演員
- 1988年：愛黛兒，英國女歌手
- 1989年：鈴木裕斗，日本男性聲優
- 1989年：吾峠呼世晴，日本漫畫家
- 1989年：克里斯·布朗，美國男歌手、演員
- 1990年：宋枝恩，韓國女歌手
- 1990年：謝昀杉，中國童星
- 1991年：蔡其皓，香港單車運動員
- 1991年：蘿賓·德·克魯伊夫，荷兰女子排球運動員
- 1992年：張一山，中國演員
- 1992年：深澤辰哉，日本男子偶像團體Snow Man成員
- 1993年：許靖韻，香港女歌手
- 1994年：哈維·曼基略，西班牙職業足球運動員
- 1995年：安德烈亞·瓦瓦索里，義大利職業網球運動員
- 1995年：羅曼·普羅塔塞維奇，白俄羅斯新聞工作者、部落格作者、反對黨行動主義者、社會活動者
- 1998年：龔詩淇，中國女子偶像團體SNH48成員
- 1998年：阿瑞娜·莎芭蓮卡，白俄羅斯職業網球運動員
- 1999年：李娜恩，韓國女子偶像團體APRIL成員
- 1999年：陳巍，華裔美國男子花式滑冰運動員
- 2000年：与田祐希，日本女子偶像團體乃木坂46成員
- 2003年：卡洛斯·阿爾卡拉斯，西班牙職業網球運動員
- 2006年：喬許·阿昌龐，英格蘭職業足球運動員

## 逝世
- 200年：孙策，東漢末年著名將領、軍閥。（175年出生）
- 1277年：陳太宗陳煚，大越皇帝。（1218年出生）
- 1821年：拿破仑一世，法国軍事家。（1769年出生）
- 1846年：喬治·洛迪格斯，英國園藝師、藝術家、博物學家。（1786年出生）
- 1859年：彼得·古斯塔夫·狄利克雷，德國數學家，創立了現代函數的正式定義。（1805年出生）
- 1870年：富蘭克林·皮爾，第三任美國鑄幣局費城分局首席鑄幣師。（1795年出生）
- 1892年：奧古斯特·威廉·馮·霍夫曼，德國化學家。（1818年出生）
- 1971年：維奧萊特·傑索普，阿根廷遠洋郵輪女侍、護士，鐵達尼號生還者。（1887年出生）
- 1975年：蔣渭川，臺灣政治人物。（1896年出生）
- 1977年：路德维希·艾哈德，德国政治家。（1897年出生）
- 1995年：羅桂祥，香港企業家、政界人物。（1910年出生）
- 1996年：艾青，中國詩人。（1910年出生）
- 2002年：金門王，臺灣盲人歌手。（1952年出生）
- 2004年：韓丁，美國農民、記者。（1919年出生）
- 2004年：岡崎律子，日本女歌手。（1959年出生）
- 2007年：西奧多·梅曼，美國物理學家，世上第一台雷射器的製造者。（1927年出生）
- 2010年：奥马鲁·亚拉杜瓦，尼日利亚总统。（1951年出生）
- 2012年：馮志強，中國武術家。（1928年出生）[2]
- 2013年：唐存勇，國立台灣大學海洋研究所教授。（1952年出生）
- 2016年：富田勳，日本作曲家。（1932年出生）
- 2016年：旺凯利尔，马来西亚霹靂州江沙国会议员。（1960年出生）
- 2016年：诺丽雅卡斯农，马来西亚种植与原产业部副部长。（1964年出生）
- 2019年：亨利·E·霍爾特，美國天文學家。（1929年出生）
- 2020年：歐陽漪棻，中華民國空軍上校。（1929年出生）[3]
- 2023年：林瑤棋，臺灣醫師、作家。（1936年出生）
- 2023年：菲利浦·索萊爾，法國作家、評論家。（1936年出生）
- 2024年：塞薩爾·路易斯·梅諾蒂，阿根廷職業足球運動員、教練。（1938年出生）
- 2024年：伯納·希爾，英國男演員。（1944年出生）
- 2024年：亞歷山大·皮里薛恩科，烏克蘭男子舉重運動员。（1994年出生）
- 2025年：陳長謙，華裔美國生物物理化學家。（1936年出生）
- 2025年：帕維爾·卡奇卡耶夫，俄羅斯政治人物。（1951年出生）

## 節假日和習俗
- 歐洲日
- 國際助產師日（英语：International Day of the Midwife）
- 世界手部衛生日
- 非洲世界遺產日
- 日本：
  - 端午節
  - 黃金週
  - 藥之日
  - 兒童之日
  - 玩具之日
  - 自行車之日
- 中国大陆地区：业余无线电節
- 中華民國（臺灣）：舞蹈節
- ：兒童節
- ：憲法日
- 衣索比亞：爱国者胜利纪念日
- 荷蘭：解放日
- 美国、 墨西哥：五月五日节